# أنطونيو غارسيا (كاتب)
أنطونيو غارسيا (بالإسبانية: Antonio García Gutiérrez) (و. 1813 – 1884 م) هو شاعر، وصحفي، وواضع كلمات الأوبرا، وكاتب مسرحي، وكاتب إسباني، ولد في تشايكلانا دي لا فرونتيرا، كان عضوًا في الأكاديمية الملكية الإسبانية، توفي في مدريد، عن عمر يناهز 71 عاماً.

## روابط خارجية
- أنطونيو غارسيا على موقع الموسوعة البريطانية (الإنجليزية)
- أنطونيو غارسيا على موقع قاعدة بيانات برودواي على الإنترنت (الإنجليزية)
- أنطونيو غارسيا على موقع ديسكوغز (الإنجليزية)